# LibraryThing

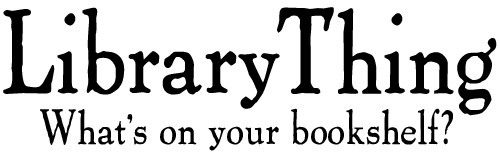

LibraryThing ist eine mehrsprachige Webanwendung zur öffentlich oder privat geführten Verwaltung persönlicher Bibliothekskataloge und Medienlisten. Daher kann der Dienst als Literaturverwaltungsprogramm für Computer angesehen werden.
Im Mai 2024 hatte sie weltweit mehr als 3.000.000 registrierte Mitglieder (im deutschsprachigen Raum 26.000) und mehr als 205.000.000 katalogisierte Buchtitel. Die Webseite verwendet keine Werbung, erhält aber Reflink-Gebühren von Online-Buchhändlern, die Abbildungen von Buchcovern zur Verfügung stellen.

## Geschichte
LibraryThing wurde von Tim Spalding entwickelt und ist seit dem 29. August 2005 im Internet verfügbar. Im Dezember 2005 desselben Jahres begann die für ihren Weblog bekannte Stadtbücherei Nordenham damit, ihre Neuzugänge im Erwachsenenbestand in ihre LibraryThing-Bibliothek einzutragen.
Im Mai 2006 kaufte AbeBooks, der weltweit größte Online-Vermittler antiquarischer Bücher, 40 % des Unternehmens. Abebooks wurde 2008 wiederum von Amazon gekauft.
Nachdem das Wall Street Journal einen Artikel über das Projekt veröffentlicht hatte, fiel LibraryThing Ende Juni 2006 dem Slashdot-Effekt zu Opfer. Die Seitenbetreiber mussten wegen des erhöhten Datenverkehrs zusätzliche Server bereitstellen.
Tim Spalding nahm bei der Frankfurter Buchmesse im Oktober 2006 an einer öffentlichen Diskussionsrunde zum Thema Web 2.0 teil. Rechtzeitig zur Buchmesse war die Mehrsprachigkeit des Projekts durch Übersetzungen von Mitgliedern in der Umsetzung und eine deutschsprachige Version nun unter www.librarything.de zu finden.
Im Januar 2009 erwarb die Cambridge Information Group einen nicht öffentlich bezifferten Minderheitenanteil an LibraryThing.
2016 brachte LibraryThing TinyCat auf den Markt, einen OPAC, der für die Katalogisierung und den Umlauf von Bibliotheken mit bis zu 20.000 Einträgen konzipiert ist. TinyCat richtet sich an kleine unabhängige Bibliotheken wie Schulen, Gemeindezentren, religiöse Einrichtungen, akademische Abteilungen sowie an Einzelpersonen.

## Funktionen
Anwender (auch thingamabrarians genannt)  können sich kostenlos anmelden und Bücher online verwalten, Leselisten und Wunschlisten führen und andere Nutzer mit den gleichen Büchern finden. Für größere Buchmengen wurde früher eine Gebühr verlangt. Seit März 2020 ist Library Thing komplett kostenlos. Der frühe Erfolg von LibraryThing lässt sich auf die soziale Natur der Webanwendung zurückführen, aber auch auf die Einfachheit, Bücher einzupflegen, und die Berücksichtigung bibliographischer Details.

### Einpflegen von Buchsammlungen
Mit der Eingabe von Titel, Autor oder ISBN (Tab „Bücher hinzufügen“) werden die Bestände der Library of Congress oder wahlweise weiterer mehr als 700 (Stand September 2013) internationaler Bibliotheken oder kommerzieller Buchhändler wie Amazon.de durchsucht. Wurde das entsprechende Buch (inklusive Auflage) gefunden, wird das Werk über einen Klick automatisch in die eigene Liste eingepflegt. Die Suche über Amazon läuft über den Amazon E-Commerce Service, die Suche über Bibliotheken nutzt das Z39.50-Protokoll. Zu den Bibliotheken gehören beispielsweise die Nationalbibliothek Kanadas, die Yale University und im deutschen Sprachraum der Gemeinsame Bibliotheksverbund, der Verbund der Öffentlichen Bibliotheken im Land Brandenburg, der Verbund Öffentlicher Bibliotheken Berlins, die Heinrich-Heine-Universität Düsseldorf, die Universitätsbibliothek Braunschweig, das Max-Planck-Institut für Bildungsforschung sowie die ETH und Universität Zürich (NEBIS) und die Universität Basel. Mit einem Barcodescanner lassen sich Bücher ebenfalls einpflegen. Der Nutzer kann zudem den Eintrag mit eigenen oder allgemeinen Schlagwörtern (Tags) versehen, die seinen organisatorischen Bedürfnissen entsprechen und Bücher anderer Nutzer mit gleichen Tags finden lassen. Die Nutzung von MARC-Daten großer Bibliotheken ermöglicht Einzelpersonen einen hohen Standard ihrer Bücherlisten.

### Sozialer Aspekt
Die Nutzung der Seite ist seit März 2020 kostenlos; vorher war die kostenlose Nutzung auf 200 Bücher beschränkt.
LibraryThing gilt als Web-2.0-Anwendung und ist vergleichbar mit Sozialer Software wie derbLesezeichenverwaltung von Internetseiten Del.icio.us und dem gemeinschaftlichen Musikservice Last.fm. Anbieter ähnlicher Dienste im Bereich Bücher sind beispielsweise international Goodreads.com (Amazon), ANobii.com, Reader2.com, BooksWeLike.net, BookJetty.com und Listal.com, gurulib.com sowie auf Deutsch BuecherTreff.de, LovelyBooks.de, meinalexandria.de und Reliwa.de. LibraryThing betreibt zwei Weblogs.
Obwohl man seinen Buchkatalog auch nichtöffentlich führen kann, zeigen ihn die meisten Anwender offen, so dass sie andere Mitglieder mit ähnlichen Vorlieben finden können. Die gesamte Datenbank kann nach Titel, Autor oder sogenannten tags (Schlagwörter, die die Anwender bei der Eingabe ihrer Bücher vergeben) durchsucht werden. Über das Feature similar libraries (ähnliche Bibliotheken) lassen sich Anwender finden, die viele gleiche Bücher besitzen. Im April 2006 wurde die Anwendung recommendations (Empfehlungen) eingeführt, die Buchempfehlungen in verschiedenen Kategorien (Nutzer mit ähnlichen Büchern) ermöglicht. Seit Juli 2006 gibt es die Möglichkeit, Gruppen (groups) zu bilden. Im September 2006 integrierte LibraryThing Weblinks zu Buchtausch-Websites.